# Hypsocephalus huberti
Hypsocephalus huberti is een spinnensoort in de taxonomische indeling van de hangmatspinnen (Linyphiidae).
Het dier behoort tot het geslacht Hypsocephalus. De wetenschappelijke naam van de soort werd voor het eerst geldig gepubliceerd in 1975 door Alfred Frank Millidge.